# 夜行登霄

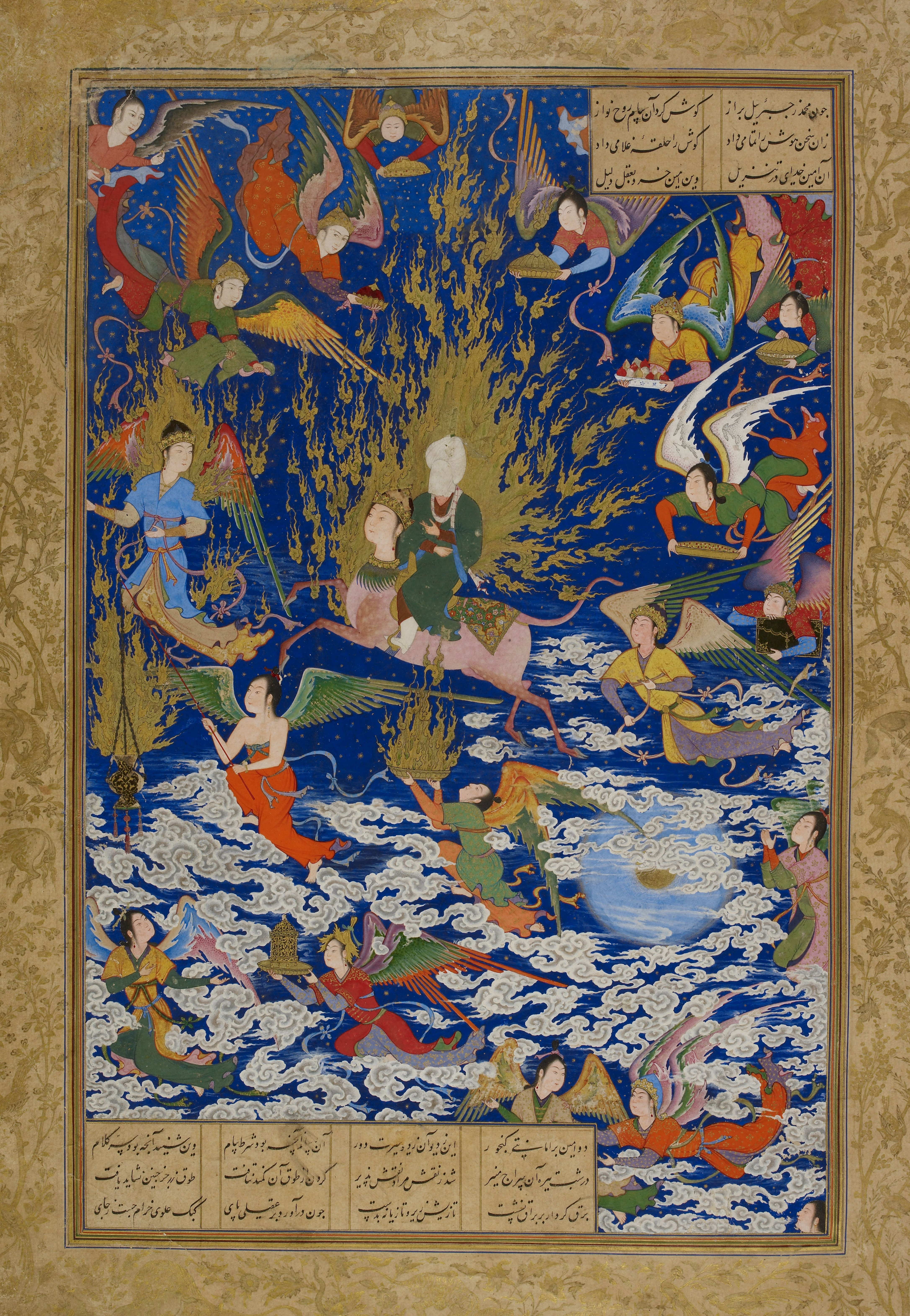

夜行登霄（阿拉伯语：الإسراء والمعراج），又稱為登霄節，指伊斯兰教经典《古兰经》中记载的先知穆罕默德显现的一次神迹。
根据《古兰经》的记载，在621年7月27日（回历前1年7月17日）的夜晚，真主命令天仙哲伯勒依来带着神兽布拉克来麦加迎接先知穆罕默德。穆罕默德遂在哲伯勒依来的陪伴下，瞬间即乘布拉克赶到了遠寺（相傳在耶路撒冷）。是为“夜行”。
然后，按照一些圣训的说法，穆罕默德登上登霄石从今日耶路撒冷的圓頂清真寺大約位置登上七重天。穆罕默德登上第六层时，见到了穆撒（即摩西），穆撒向真主礼了三拜，因此现在穆斯林把这三拜作为副天命。穆圣遨游到第七层时，见到了天堂和火狱等，旅程的最後，透過真主的光芒，受真主指示说今后所有穆斯林每天必须礼拜五十次。穆罕默德返回到第六层重新遇见穆撒时，穆撒提醒其五十拜远远超过了穆斯林的承受能力。穆罕默德于是连续九次求真主减少礼拜次数，直至减到一日五拜。旅程最后在无极林处结束。黎明时分，穆罕默德即重返麦加。是为“登霄”。
根据这一说法，耶路撒冷成为穆斯林继麦加和麦地那之后的第三圣城，而登霄节也成为伊斯兰教的紀念日。

## 注釋

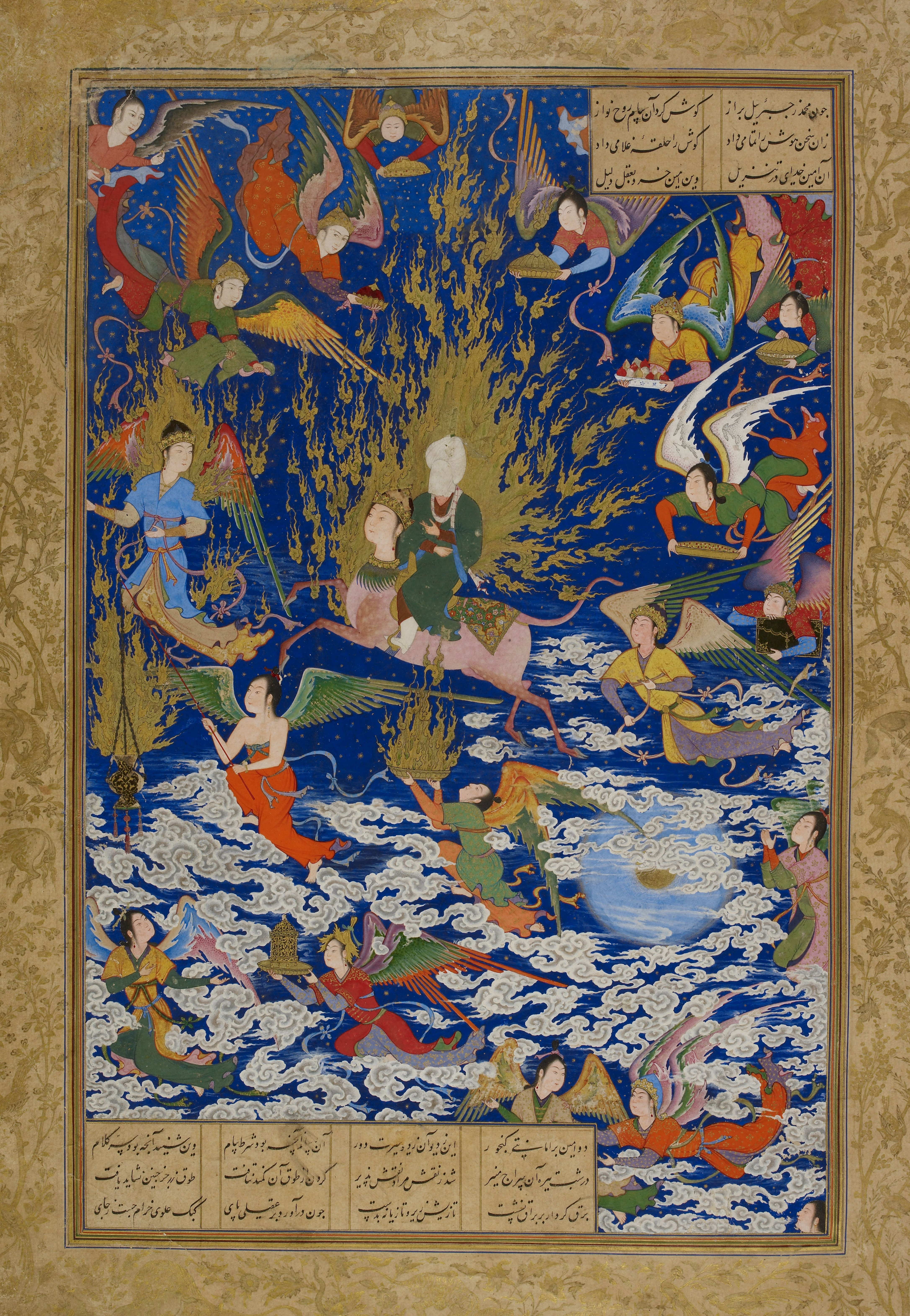
夜行登霄
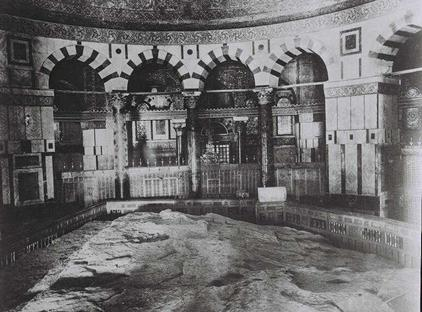
登霄石照片
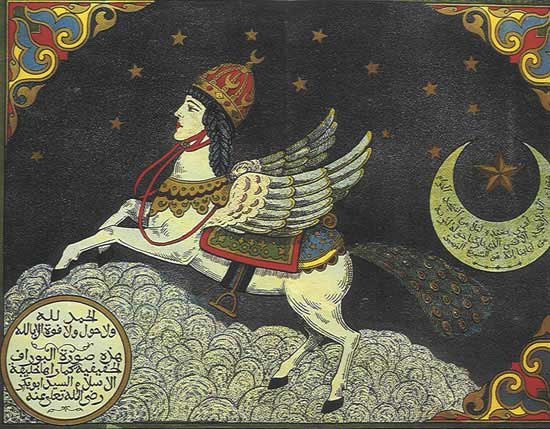
繪畫中的布拉克神獸